# Hieracium megapodium
Hieracium megapodium es una especie de planta con flor del género Hieracium, de la familia Asteraceae, orden Asterales.

## Distribución
Hieracium megapodium se distribuye por Inglaterra.

## Taxonomía
Fue descrita científicamente por Dahlst.